# Andrea Bowman

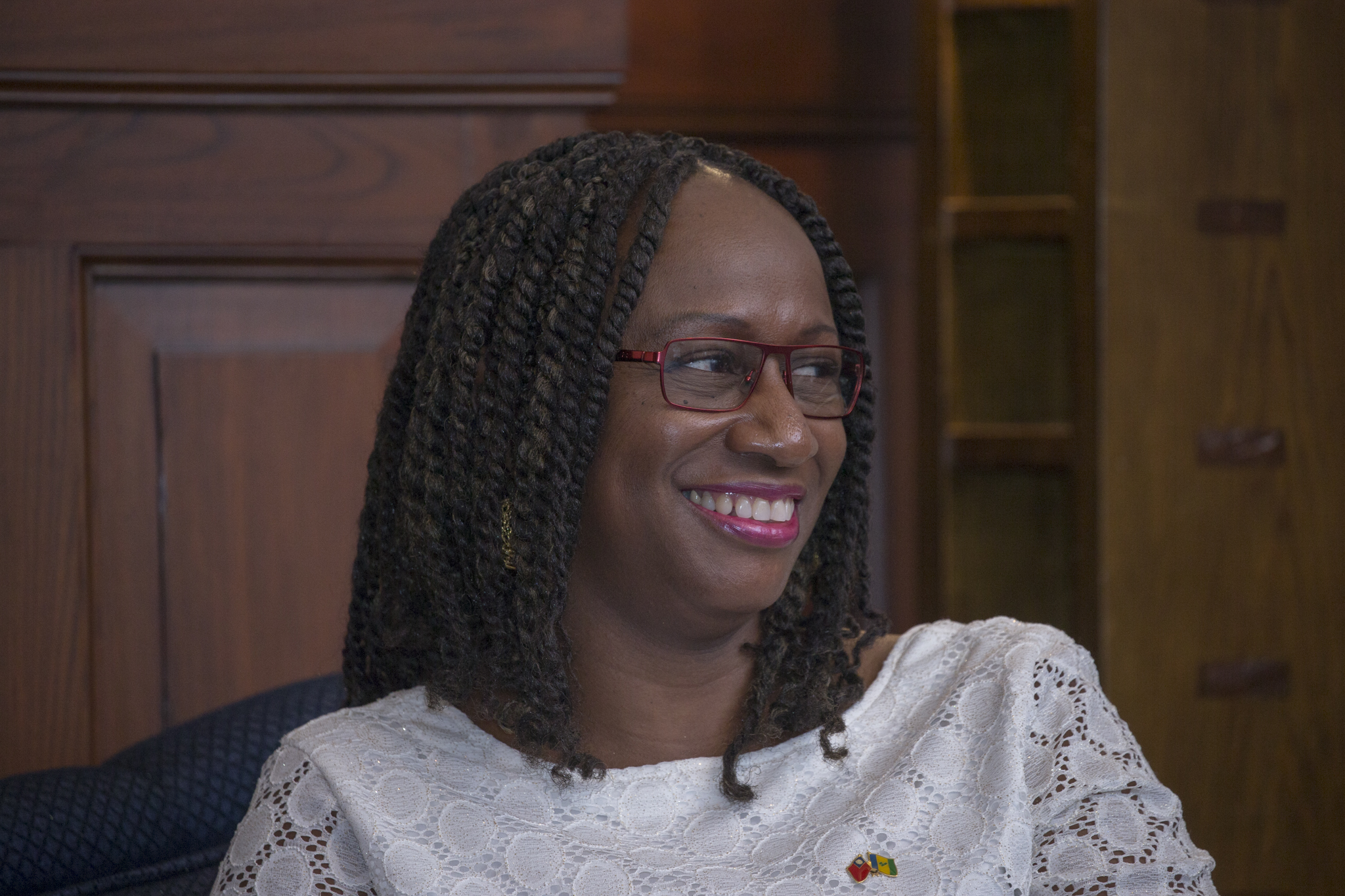
Andrea Bowman.

Andrea Bowman ist eine Pädagogin und Diplomatin aus St. Vincent und den Grenadinen. Sie wurde 2019 als Botschafterin nach Taiwan entsandt.

## Diplomatin
Am 7. August 2019 besuchte sie mit Ralph Gonsalves das Präsidentenbüro der Republik China in Taipei, wo sie ein Gipfeltreffen der zwei Länder veranstalteten. Am folgenden Tag, dem 8. August, wurde die erste Botschaft von St. Vincent und den Grenadinen in der Republik China eingerichtet. Bowman ist eine Verfechterin der Unterstützung von St. Vincent und den Grenadinen für die Anerkennung Taiwans durch den Sicherheitsrat der Vereinten Nationen. Sie hat auch verschiedene Handelsabkommen sondiert, inklusive des Exports von Meeresfrüchten von St. Vincent und den Grenadinen nach Taiwan.
Vor ihrer Beauftragung als Botschafterin für Taiwan arbeitete Bowman mehr als 40 Jahre als Pädagogin unter anderem in St. Vincent’s Grammar School, St. Vincent’s Normal College, St. Vincent Girls’ High School und Trinity Medical Sciences University.